# 罗依溪镇
罗依溪镇，是中华人民共和国湖南省湘西土家族苗族自治州古丈县下辖的一个乡镇级行政单位。

## 行政区划
罗依溪镇下辖以下地区：
罗依溪社区、罗依溪村、龙潭坪村、黑潭村、坳家湖村、茶叶村、大龙村、牛儿山村、康家寨村、毛坪村、青渔潭村、会溪村、且茶下村、江洋溪村和石碧村。